# Communauté de communes Côtes de Champagne et Val de Saulx
La communauté de communes Côtes de Champagne et Val de Saulx (4CVS) est une communauté de communes française, située dans le département de la Marne et la région Grand Est créée en 2017.

## Historique
Dans le cadre des dispositions de la loi portant nouvelle organisation territoriale de la République du 7 août 2015, qui prévoit que les établissements publics de coopération intercommunale (EPCI) à fiscalité propre doivent, sauf cas particulier, avoir un minimum de 15 000 habitants, la communauté de communes Saulx et Bruxenelle était contrainte, avec ses 5 500 habitants de fusionner avec une autre intercommunalité. Le préfet souhaitant constituer dans cette partie de la Marne, frappée par un taux de chômage supérieur à la moyenne départementale, « structures  intercommunales  fortes  à  même  de  répondre aux enjeux de ce territoire en difficulté », a prévu dans le projet de schéma départemental de coopération intercommunale d'octobre 2015 la fusion « de  la  communauté  de  communes  de  Saulx  et  Bruxenelle  avec  celle  la  communauté  de  communes  Côtes  de  Champagne  et  Saulx   et   la   communauté   de   communes   de   la   Moivre   à   la   Coole.   Ces   trois  intercommunalités  regrouperaient ainsi 20 080 habitants et 67 communes ».
Après un amendement accepté par la commission départementale de coopération intercommunale prévoyant le maintien en l'état de la communauté   de   communes   de   la   Moivre   à   la   Coole, la fusion des deux autres intercommunalités est entérinée par un arrêté préfectoral du 15 septembre 2016 qui a pris effet le 1er janvier 2017. Cet arrêté crée la communauté de communes Côtes de Champagne et Val de Saulx par la réunion de « Côtes de Champagne et Saulx » (35 communes) et de cinq des sept communes de Saulx et Bruxenelle (Étrepy, Pargny-sur-Saulx, Blesme, Saint-Lumier-la-Populeuse, Sermaize-les-Bains).

## Territoire communautaire

### Composition
La communauté de communes est composée des 40 communes suivantes :

| Nom                        | Code Insee | Gentilé                    | Superficie (km2) | Population (dernière pop. légale) | Densité (hab./km2) |
| -------------------------- | ---------- | -------------------------- | ---------------- | --------------------------------- | ------------------ |
| Vanault-les-Dames (siège)  | 51590      | Vanaultiers                | 19,97            | 369 (2022)                        | 18                 |
| Alliancelles               | 51006      | Argencelliers              | 6,93             | 151 (2022)                        | 22                 |
| Bassu                      | 51039      | Bassutiers                 | 10,29            | 94 (2022)                         | 9,1                |
| Bassuet                    | 51040      | Bachotains                 | 8,42             | 239 (2022)                        | 28                 |
| Bettancourt-la-Longue      | 51057      | Bettancourtois             | 6,09             | 75 (2022)                         | 12                 |
| Bignicourt-sur-Saulx       | 51060      | Bignicouriens              | 11,01            | 156 (2022)                        | 14                 |
| Blesme                     | 51068      | Blesmois                   | 6,7              | 197 (2022)                        | 29                 |
| Brusson                    | 51094      |                            | 4,86             | 187 (2022)                        | 38                 |
| Le Buisson                 | 51095      | Buissonniers               | 6,77             | 84 (2022)                         | 12                 |
| Bussy-le-Repos             | 51098      | Buxois                     | 22,64            | 136 (2022)                        | 6                  |
| Changy                     | 51122      | Camiciens                  | 6,26             | 116 (2022)                        | 19                 |
| Charmont                   | 51130      | Charmontiers               | 22,79            | 236 (2022)                        | 10                 |
| Étrepy                     | 51240      | Stirpiens                  | 7,63             | 115 (2022)                        | 15                 |
| Heiltz-l'Évêque            | 51290      | Heilztvêquiers             | 9,43             | 278 (2022)                        | 29                 |
| Heiltz-le-Maurupt          | 51289      |                            | 16,27            | 435 (2022)                        | 27                 |
| Jussecourt-Minecourt       | 51311      | Jussecouriers-Minecouriers | 8,92             | 199 (2022)                        | 22                 |
| Lisse-en-Champagne         | 51325      |                            | 8,29             | 107 (2022)                        | 13                 |
| Merlaut                    | 51363      | Merlaudiers                | 5,04             | 271 (2022)                        | 54                 |
| Outrepont                  | 51420      | Outrepontois               | 3,72             | 76 (2022)                         | 20                 |
| Pargny-sur-Saulx           | 51423      | Pargnysiens                | 12,44            | 1 700 (2022)                      | 137                |
| Plichancourt               | 51433      | Plichancurtiens            | 5,89             | 250 (2022)                        | 42                 |
| Ponthion                   | 51441      |                            | 7,26             | 103 (2022)                        | 14                 |
| Possesse                   | 51442      | Possessiens                | 35,87            | 124 (2022)                        | 3,5                |
| Reims-la-Brûlée            | 51455      |                            | 6,51             | 217 (2022)                        | 33                 |
| Saint-Amand-sur-Fion       | 51472      | Godins                     | 28,4             | 1 018 (2022)                      | 36                 |
| Saint-Jean-devant-Possesse | 51489      |                            | 5,33             | 29 (2022)                         | 5,4                |
| Saint-Lumier-en-Champagne  | 51496      | Escarnots                  | 8,56             | 266 (2022)                        | 31                 |
| Saint-Lumier-la-Populeuse  | 51497      |                            | 2,38             | 41 (2022)                         | 17                 |
| Saint-Quentin-les-Marais   | 51510      | Saint-Quentinois           | 6,56             | 118 (2022)                        | 18                 |
| Sermaize-les-Bains         | 51531      | Sermaiziens                | 17,69            | 1 752 (2022)                      | 99                 |
| Sogny-en-l'Angle           | 51539      | Sognoliots                 | 6,66             | 76 (2022)                         | 11                 |
| Val-de-Vière               | 51218      | Vierois                    | 19,25            | 131 (2022)                        | 6,8                |
| Vanault-le-Châtel          | 51589      | Vanautiers                 | 34,78            | 164 (2022)                        | 4,7                |
| Vauclerc                   | 51598      | Vauclériens                | 6,09             | 498 (2022)                        | 82                 |
| Vavray-le-Grand            | 51601      | Vavryons                   | 7                | 170 (2022)                        | 24                 |
| Vavray-le-Petit            | 51602      | Vavryons                   | 5,39             | 61 (2022)                         | 11                 |
| Vernancourt                | 51608      | Vernancouriers             | 8,98             | 82 (2022)                         | 9,1                |
| Villers-le-Sec             | 51635      | Villeriens                 | 5,8              | 109 (2022)                        | 19                 |
| Vitry-en-Perthois          | 51647      | Pavois                     | 17,49            | 851 (2022)                        | 49                 |
| Vroil                      | 51658      | Vrotiers                   | 10,34            | 104 (2022)                        | 10                 |

### Démographie
| 1968   | 1975   | 1982   | 1990   | 1999   | 2010   | 2015   |
| ------ | ------ | ------ | ------ | ------ | ------ | ------ |
| 13 322 | 12 995 | 12 797 | 12 230 | 11 792 | 12 244 | 12 083 |

## Administration

### Siège
La communauté de communes a son siège, 8 place du Matras à Vanault-les-Dames

### Élus
La communauté de communes est administrée par son conseil communautaire, composé de 57 conseillers municipaux représentant les 40 communes membres et répartis comme suit en fonction de la population des communes :

- 7 délégués pour Pargny-sur-Saulx et Sermaize-les-Bains ;

- 4 délégués pour Saint-Amand-sur-Fion ;

- 3 délégués pour Vitry-en-Perthois ;

- 1 délégué et son suppléant pour les autres communes.

### Liste des présidents
| Période        | Période        | Identité           | Étiquette | Qualité |
| -------------- | -------------- | ------------------ | --------- | --- |
| janvier 2017   | septembre 2017 | Charles de Courson | UDI-LC    | Magistrat à la Cour des comptes Maire de Vanault-les-Dames (1986 → 2017) Député de la Marne (5e circ) (1993 → ) Conseiller départemental de Sermaize-les-Bains (2015 → ) Président de l'ex-CC des Côtes de Champagne ( ? → 2013) Président de l'ex-CC Côtes de Champagne et Saulx (2014 → 2016) Démissionnaire à la suite de sa réélection comme député |
| septembre 2017 | juin 2022      | Claude Guichon     | SE        | Agriculteur céréalier Maire de Bussy-le-Repos (2001 → ) Vice-président de l'ex-CC Côtes de Champagne et Saulx |
| 22 juin 2022   | En cours       | Pascal Tramontana  | SE        | Maire de Brusson (2001 → ) |

## Compétences
L'intercommunalité exerce les compétences qui lui ont été transférées par les communes membres, dans les conditions déterminées par le code général des collectivités territoriales.
Il s'agit, en 2018, des compétences suivantes :
Compétences obligatoires
- Aménagement de l'espace pour la conduite d'actions d'intérêt communautaire ; schéma de cohérence territoriale et schéma de secteur ; plan local d'urbanisme, document d'urbanisme en tenant lieu et carte communale ;
- Action de développement économique ; zones d'activités, politique locale du commerce et soutien aux activités commerciales d'intérêt communautaire, promotion du tourisme, dont la création d'offices du tourisme ;
- Gestion des milieux aquatiques et prévention des inondations (GEMAPI) ;
- Aires d'accueil des gens du voyage.
- Collecte et traitement des ordures ménagères.
- Assainissement.

Compétences optionnelles
- Protection et mise en valeur de l'environnement et soutien aux actions de maîtrise de la demande d'énergie :  Toutes actions menées dans le cadre de l'adhésion au syndicat mixte ADEVA
- . Politique du logement et du cadre de vie : 
  - Programmes locaux de l'habitat (PLH) ;
  - Étude dans les domaines de l'habitat ;
- voirie d'intérêt communautaire (hors balayage, déneigement, signalisation, éclairage) ;
- Équipements sportifs d'intérêt communautaire et de l'enseignement préélémentaire et élémentaire d'intérêt communautaire ;
- Maisons de services au public (MSAP) ;

Compétences facultatives
- Service d'incendie et de secours ;  contribution au SDIS et  corps communautaire
- Maisons de santé
- Agences postales intercommunales
- Services scolaires, périscolaires et extrascolaires

### Régime fiscal et budget
La communauté de communes est un établissement public de coopération intercommunale à fiscalité propre.
Afin de financer l'exercice de ses compétences, l'intercommunalité perçoit la fiscalité professionnelle unique (FPU) – qui a succédé à la taxe professionnelle unique (TPU) – et assure une péréquation de ressources entre les communes résidentielles et celles dotées de zones d'activité.
Elle bénéficie d'une bonification de sa dotation globale de fonctionnement (DGF).